# スワップ金利
スワップ金利（スワップきんり）は、債務者が借入している貸金に対して適用する金利制度を変更した結果、適用される金利のこと。

## 概要
貸金に対して適用される金利には大別して固定金利と変動金利がある。固定金利での借入を決めた企業がその後、短期～中期的の変動金利のリスクの低さを見越して変動金利に変更したい場合や、逆に変動金利での借入を決めた企業がその後、金利変動リスクを高く見積もって固定金利に変更したい場合に、借入先銀行とは異なる銀行に対して、金利交換取引を行う。これを金利スワップ取引と呼ぶ。
債務を負う企業は当初に借入した銀行に対して当初の契約通りに借入金に対する変動金利または固定金利を支払う。一方、金利スワップ取引を交わした銀行に対しては
- 当初の借入先に対する契約が固定金利ならば、変動金利を金利スワップ取引先銀行に支払う。
- 当初の借入先に対する契約が変動金利ならば、固定金利を金利スワップ取引先銀行に支払う。

金利スワップ取引を交わした銀行は
- 企業の当初借入条件が固定金利ならば、固定金利を取引先企業に支払う。
- 企業の当初借入条件が変動金利ならば、変動金利を取引先企業に支払う。

結果として、金利スワップ期間の固定金利が変動金利より高い場合、当初、変動金利で借入契約した後、金利スワップ取引を行った企業は金利支払額が増加し、当初、固定金利で借入契約した後、金利スワップ取引を行った企業は金利支払額が減少する。
金利スワップ取引によって企業が借入金に対する金利支払額を低減させる為には確度の高い金利変動の読みが必要である。銀行側は、金利スワップ取引の成立時に所定の手数料を取得することにより、取引のリスクに対する担保を取得している為、純粋な取引内容と手数料のみで考えた場合、取引先に比べて銀行側のリスクは少ない。しかし、円滑な取引は取引先の経営状況に依存するので、企業の倒産などによる取引の強制終了などのリスクは依然として保有する。